# Opuntia jamaicensis
Opuntia jamaicensis es una especie fanerógama perteneciente a la familia Cactaceae. Es nativa de Centroamérica en Jamaica.

## Descripción
Opuntia jamaicensis es un arbusto que crece con múltiples ramas ascendentes y alcanza un tamaño de hasta 1 metro de altura. Forma un tallode color verde mate, delgado, ligeramente inclinado, en forma de huevo, disminuyendo a su base y con secciones de  7 a 13 cm de largo y de 5 a 7.5 centímetros de ancho. Las areolas miden hasta 2,5 cm, con  dos (raramente uno a cinco) espinas aciculares, desiguales de color blanco  y  de hasta 2,5 cm. Las flores luminosas de color amarillo azufre  tienen una mediana de color rojizo y alcanzan un diámetro de hasta 4 cm. Las frutas con  forma de pera, de color rojo son de 3,5 a 4 cm de largo.

## Taxonomía
Opuntia jamaicensis  fue descrita por Britton & Harris y publicado en Torreya 11: 130. 1911.
Etimología
Opuntia: nombre genérico  que proviene del griego usado por Plinio el Viejo para una planta que creció alrededor de la ciudad de Opus en Grecia.
jamaicensis: epíteto geográfico que alude a su localización en Jamaica